# Taron (Phantasialand)
Taron ist eine Stahlachterbahn vom Typ LSM Launched Coaster (Modell-Linie: Linear Synchron Motor Launch Coaster) des Herstellers Intamin im Themenbereich  Mystery des Phantasialands in Brühl.

## Geschichte

### Bau und Eröffnung
Die Achterbahn mit ihrer Themenwelt Klugheim und dem Family Boomerang Raik wurde auf der Fläche der ehemaligen Westernstadt Silver City und der Silbermine errichtet, die hierfür 2014 abgerissen wurden. Der Schienenschluss (die Fertigstellung der reinen Achterbahn) erfolgte am 23. Oktober 2015 durch die Montage des letzten der 147 Schienenabschnitte. Im März 2016 begannen die ersten Testfahrten mit wassergefüllten Ballast-Dummys. Die Eröffnung erfolgte am 30. Juni 2016. Am 29. Juni 2016 fand eine Vor-Eröffnung für Presse und geladene Gäste statt, das vom Phantasialand in einem Live-Stream übertragen wurde.

### Unfälle
Am 25. März 2024 kam bei Wartungsarbeiten ein 43-jähriger Mitarbeiter des Phantasialands ums Leben. Laut Ermittlungen wurde dieser von einem Zug erfasst und sei kurze Zeit später am Unfallort verstorben.

## Antrieb und Streckenführung
Die Anlage besitzt zwei Katapultstarts mittels wassergekühlten Linearmotoren (LSM) der schweizerischen Firma Indrivetec. Taron war mit einer Höchstgeschwindigkeit von 117 km/h im zweiten Launch der schnellste Multi-Launch-Coaster der Welt und mit 1320 m Streckenlänge einer der längsten Multi-Launch-Coaster ohne Inversion weltweit. Des Weiteren wirbt das Phantasialand mit dem intensivsten LSM-basierten Katapultstart sowie der verschlungensten Streckenführung (58 Schienenschnittpunkte) der Welt. Im Fahrtverlauf durch eine Landschaft aus künstlichen Basaltfelsen und Gebäuden der Themenwelt Klugheim gibt es unter anderem S-Kurven, Airtime-Hills, Overbanked Turns, underbanked turns und Tunnel.
Der komplexe Antrieb stellt hohe Anforderungen an die Technik:
- Ein starker Anpressdruck der Züge gegen die Schienen (welcher aufgrund des minimalen Spaltmaßes an den Statoren erforderlich ist), macht das Fahrwerkssystem wartungsintensiv.
- Ein Boost-Modus dient der Aufwärmphase. Dieser erzeugt extreme G-Kräfte. Daher ist dieser Modus nicht für Personen freigegeben.
- Die Steuerungsprofile für den Antrieb sind fest einprogrammiert und können aus Sicherheitsgründen weder von Phantasialand noch dem TÜV verändert werden. Einzig der Hersteller kann Modifikationen an den Parametern vornehmen.
- Der zweite Launchantrieb dient als Blockbereich und kann den Zug bremsen und anhalten, den Zug aber auch nach einem vorherigen Rückwärtsschuss wieder nach einer außerplanmäßigen Bremsung im zweiten Launch nach vorne über den zweiten Streckenabschnitt in die Schlussbremse schießen.

## Fahrtverlauf
Die Fahrt beginnt nach Verlassen der Station mit einer 180°-Rechtskurve, gefolgt von einer S-Kurve zum ersten LSM-Launch. Dabei wird der Zug von Musik begleitet. Nach einem kurzen Stillstand von etwa drei bis fünf Sekunden wird der Zug beschleunigt und fährt in den ersten Overbanked Turn um ein Basaltgebirge ein. Es folgt ein Airtime-Hügel, dessen Abfahrt in eine Linkskurve innerhalb eines Tunnels führt, welche in einem Umschwung in eine Kurve um bzw. über das Stationsgebäude führt. Darauf folgt eine Kombination aus zwei Richtungswechseln, während der Zug durch ein Dach in der Themenwelt Klugheim fährt. Auf die darauf folgende Abfahrt folgt eine weitere etwas höher gestellte Kurve, deren Ausfahrt den Zug unter eine Brücke und danach über die Schlussbremse führt. Diese Kurve endet abermals mit einer Abfahrt, die mit einer S-Kurve wieder in das anfängliche Basaltgebirge führt. Im unteren Bereich des Gebirges führt eine Kurve den Zug mit einer Abfahrt auf die zweite Beschleunigungsstrecke, die den Zug auf die Maximalgeschwindigkeit von 117 km/h beschleunigt. Der Abschuss erfolgt in eine aufwärts führenden Linkskurve in ein weiteres Basaltgebirge und bringt den Zug danach in eine abwärtsführende S-Kurve. Diese entlässt den Zug in einen weiteren Overbanked-Turn dessen Auffahrt in einen Twisted Airtime-Hügel mündet. Die Abfahrt führt unter einem Weg in eine hochführende Linkskurve, auf die ein schneller Richtungswechsel und eine Rechtskurve von etwa 180° folgt. Danach durchfährt der Zug eine aufwärts führende 270°-Kurve, die in zwei Airtime-Hügel mündet. Auf diesen Hügeln befinden sich in drei Gruppen zu je drei Bremsschwerten Trimmbremsen, die die Geschwindigkeit des Zuges anpassen, bevor er in eine nach links führende S-Kurve und die darauf folgende Kurve von etwa 180° einfährt. Diese führt direkt in die Schlussbremse und auf gerader Strecke zurück in die Station.
Grundsätzlich ist der Abschnitt zwischen dem ersten und dem zweiten Katapultstart noch vergleichsweise sanft und nicht so intensiv wie die Strecke nach dem zweiten Abschuss. Bedingt durch die höhere Geschwindigkeit ist die Strecke nach dem zweiten Abschuss deutlich intensiver als der vorige Abschnitt.

## Züge
Die Anlage kann mit bis zu vier Zügen betrieben werden, die zusammen mit dem Phantasialand extra für diese Bahn entwickelt wurden. Ein besonderes Augenmerk wurde von Phantasialand bei der Entwicklung auf den Winterbetrieb gelegt. Die neu entwickelten Nylonrollen sind für den Betrieb bei Minustemperaturen freigegeben.
Zwei Züge sind gleichzeitig auf der Strecke unterwegs, während zwei weitere Züge dem Zu- und Ausstieg der Passagiere dienen. Die Züge bestehen aus vier Wagen. Insgesamt sind vier Plätze in zwei Reihen pro Wagen, also 16 Plätze in acht Reihen pro Zug, vorhanden. Die Strecke unterteilt sich in vier Blockabschnitte, wobei die Statoren der beiden Beschleunigungsstrecken als Notbremse fungieren.

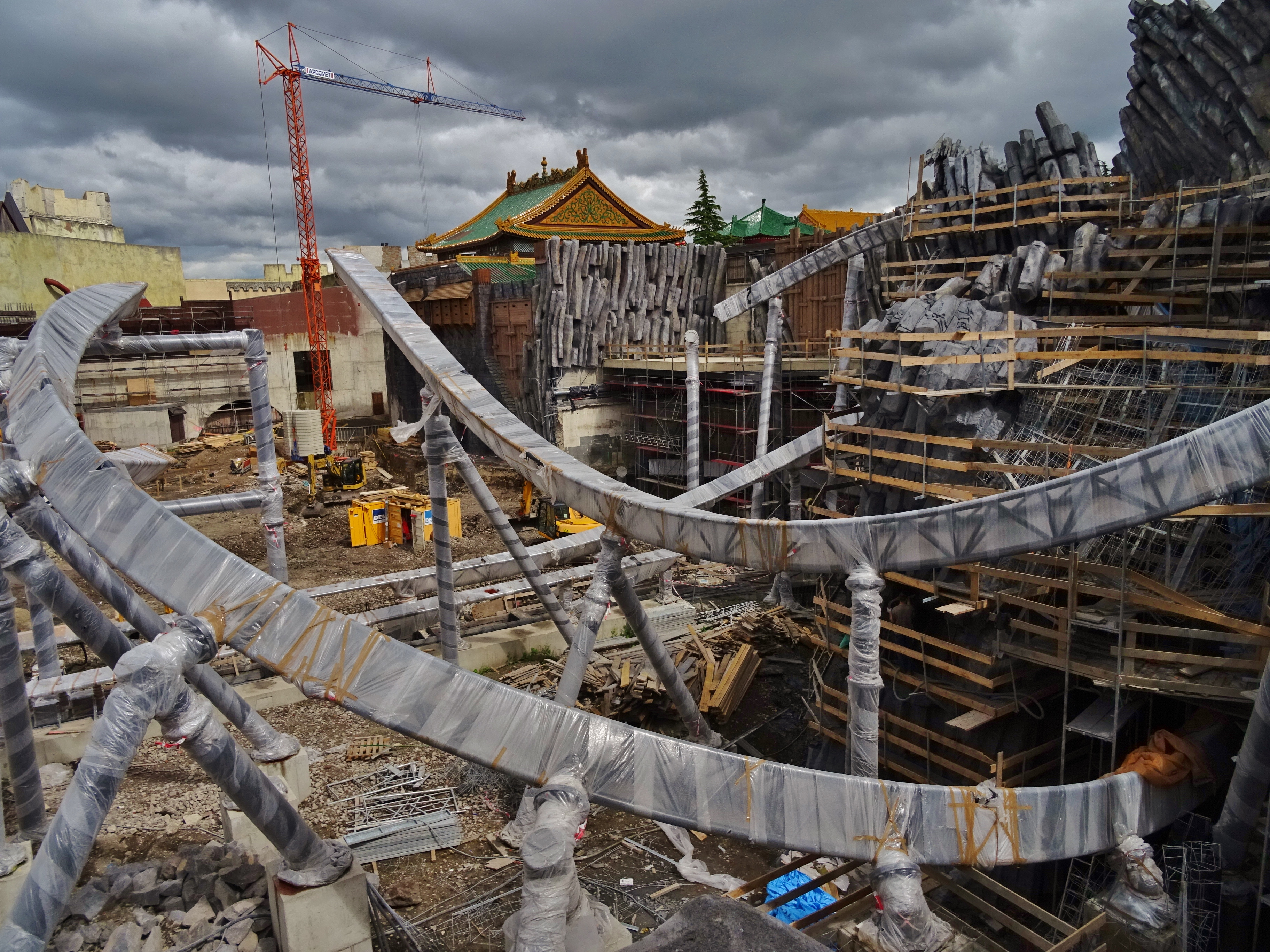
Baufortschritt im Juli 2015
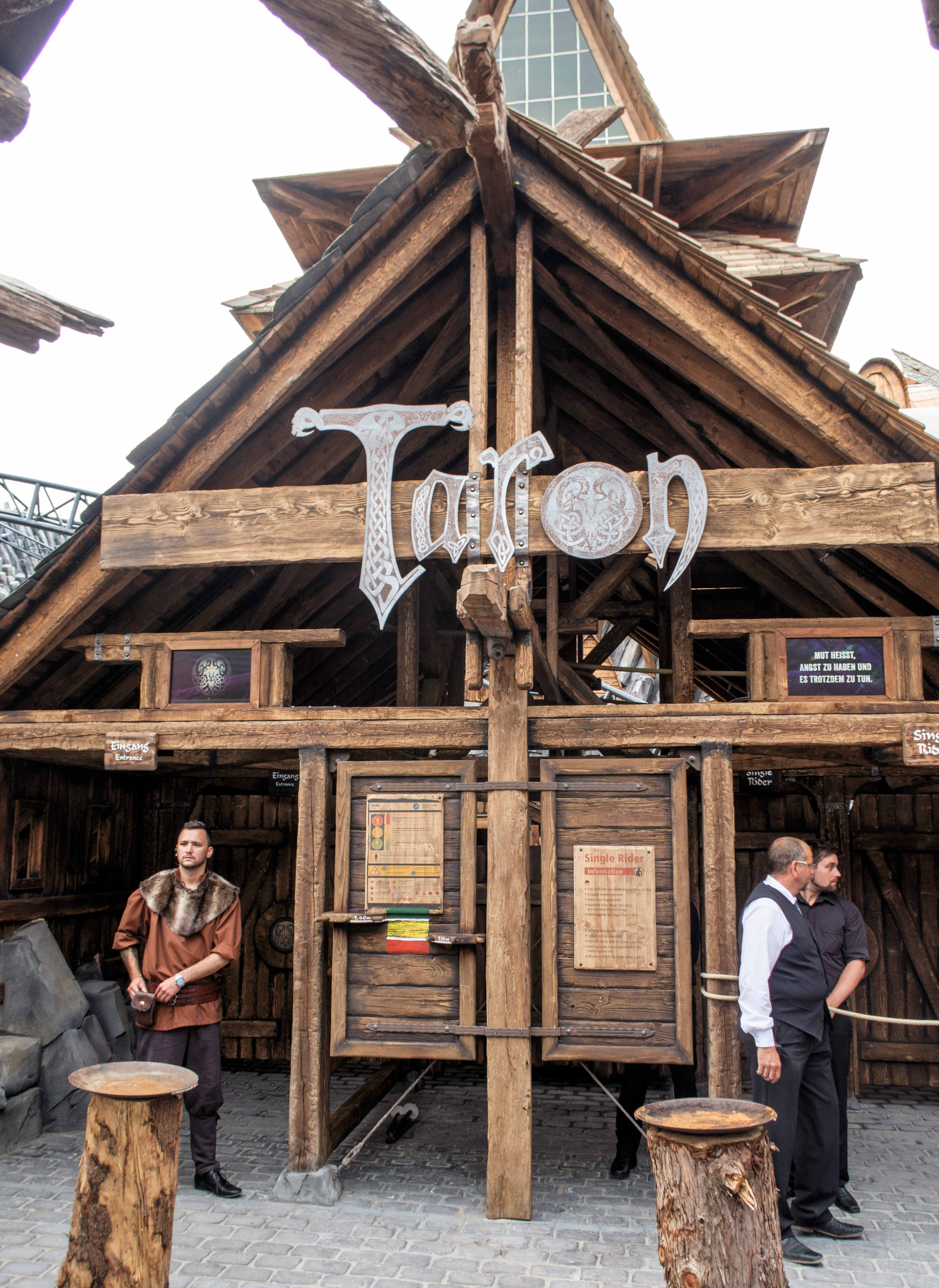
Eingang zur Achterbahn
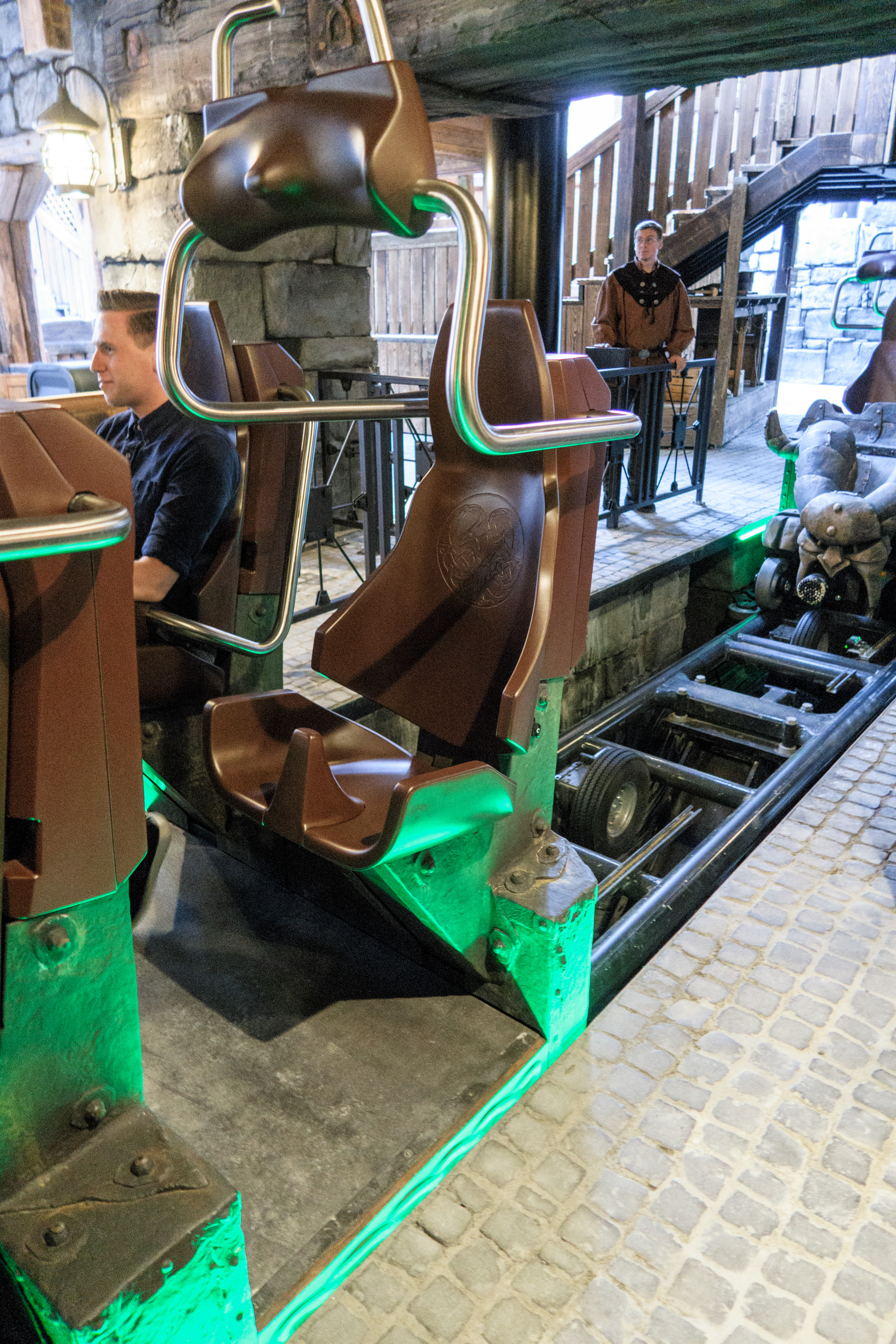
Sitz eines Zuges
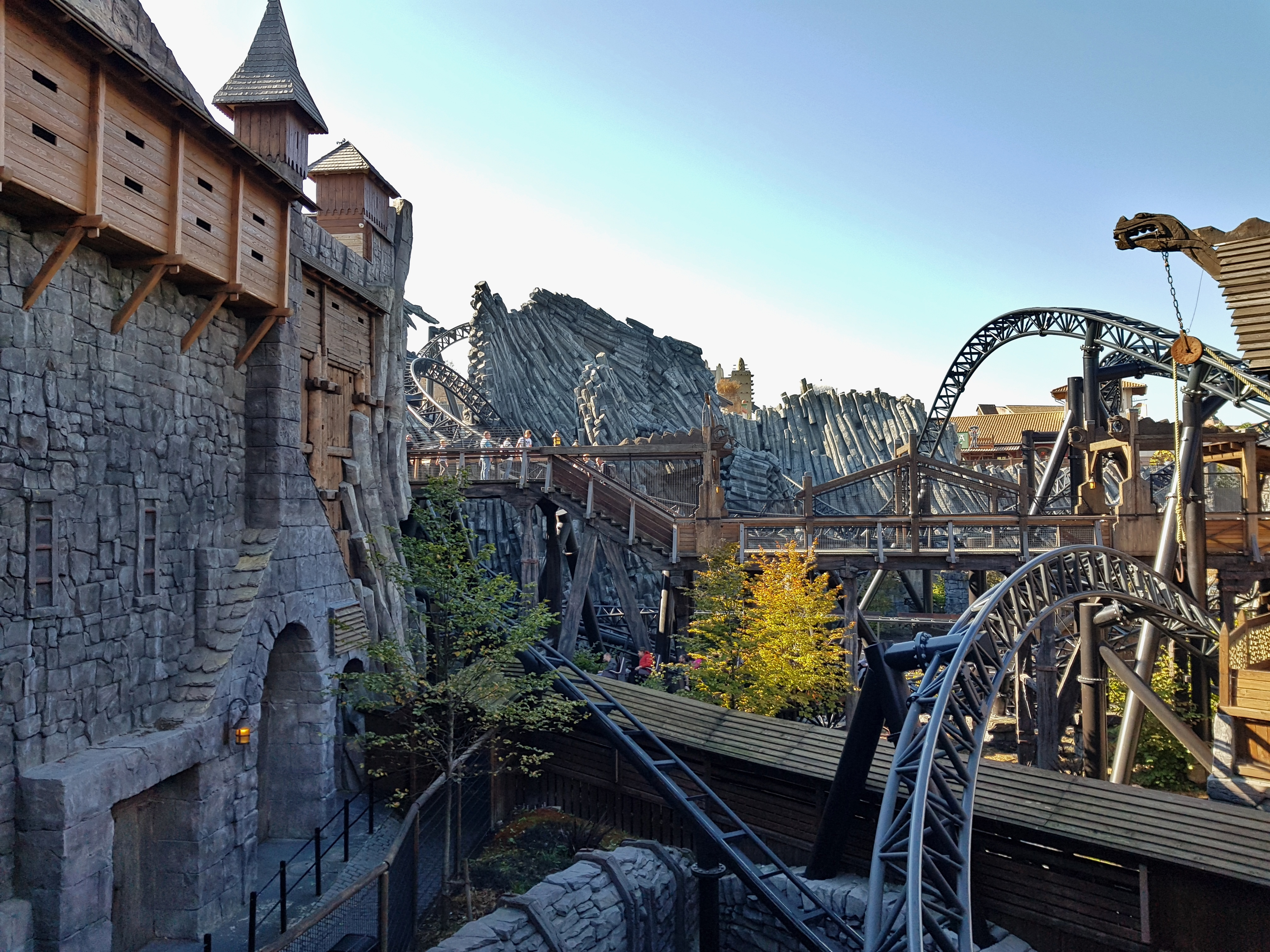
Blick auf einen Teil der Strecke
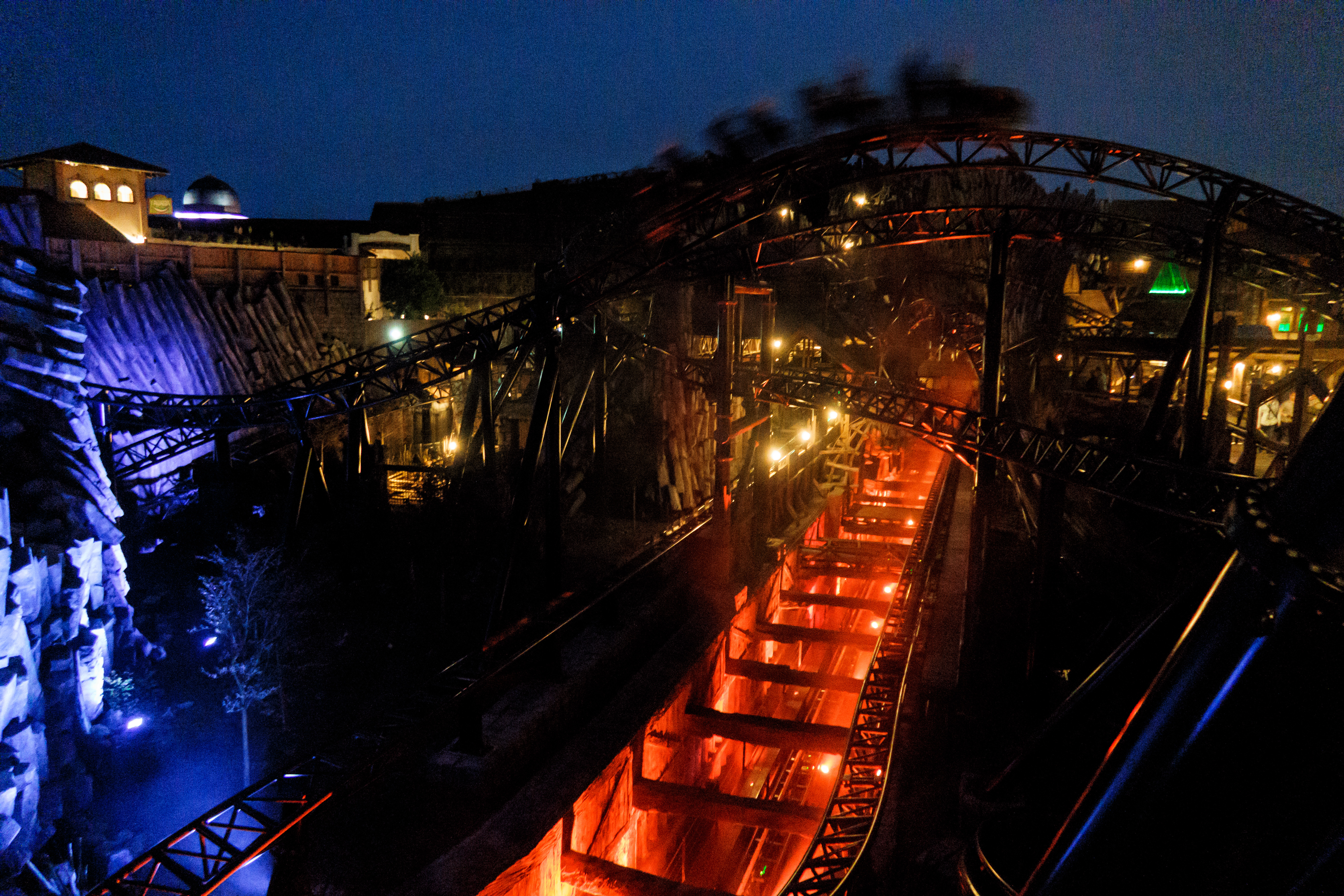
Blick auf Klugheim bei Nacht